# Фложерг, Оноре
Оноре Фложерг (Honoré Flaugergues, 1755—1835) — французский астроном и физик.

## Биография
Из астрономических наблюдений Фложерга более замечательными были относившиеся к периодичности солнечных пятен, к продолжительности обращения Венеры около оси и к открытой первоначально Фложергом 25 марта 1811 года большой комете. Первые были представлены очень продолжительными и прекрасно исполненными рядами наблюдений, оставшимися после смерти автора в рукописи и затем перешедшими в распоряжение швейцарского астронома Рудольфа Вольфа. Своим наблюдениям над кометой 1811 года Фложерг посвятил сочинение «Comète découverte, 25 Mai 1811» («Journ. phys.», 72 и 73 тт., 1811).

## Труды
- «Sur la différente refrangibilité des rayons et sur la figure de la terre», «Sur l’arc-en-ciel»;
- «Sur les trombes» в «Journal physique» (1812, 1813, 1819);
- «Sur la diffraction de la lumière»; «Sur la théorie des machines simples»
- «Sur le lieu du noeud de l’anneau de Saturne en 1790» («Mémoires de l’Institut», I, An. VI);
- «Observations astronomiques faites à Viviers» (там же);
- «Observations qu’il y a au sud de la nébuleuse d’Orion une seconde nebuleuse etc.» (там же);
- «Observations astronomiques» («Nova Acta Academiae scientiarum Imperiales Petropolitanae», VIII, 1894, «Historia»);
- «Sur les horloges astronomiques» («Connaissance des temps» 1803);
- «Sur les éclipses de la lune relativement aux longitudes» (там же);
- «Sur la longitude des noeuds de l’anneau de Saturne et sur le mouvement rétrograde des noeuds sur l’écliptique» («Journ. phys.», 1808);
- «Observation sur la planète Mars» (там же, 1813) и некоторые другие.

Механике, физике и метеорологии Фложерг посвятил следующие сочинения:
- «Sur la lumière phosphorique de quelques vers» («Mémoires de l’Académie de Berlin», 1780);
- «Sur les ombres colorées» (там же, 1783);
- «Verhandeling over de beweging en gedaante der golven» («Verhandl. Maathsch. Harlem», 29-й, 1793);
- «Solution d’un problème de Mécanique» («Nova Acta Academiae Petropolitanae», 1794);
- «Sur le mouvement et la figure des ondes»;
- «Sur la méthode des diaphragmes» («Connaissance des temps», 1801);
- «Sur le rapport de révaporation spontanee de l’eau avec la chaleur» («Journ. phys.», 1807);
- «De la diminution de dilatabilité de l’esprit de vin dans les thermomètres» (там же, 1808);
- «Sur le rapport de révaporation de l’eau avec l’humidité de l’air» (там же, 1810);
- «Sur les effets de l’évaporation dans le vide et sur un moyen de produire le vide sans employer la machine pneumatique» (там же, 1812);
- «Sur le rapport de la dilatation de l’air avec la chaleur» (там же, 1813);
- «Table de la quantité d’eau de pluie etc. à Viviers pendant 30 années» (там же, 1815);
- «Sur la chaleur produite par les rayons du soleil et sur l’influeuce du vent sur cette chaleur» (там же, 1818, 1820, 1822);
- «Sur l’action de la lune pour diminuer la pression de l’atmosphère» («Bibliothèque universelle», 1827 и 1829) и некоторые другие.

## Эпонимы
Кратер на Марсе с 1973 года носит его имя.